# Zéta (könyvszereplő)
Zéta (428 körül–?) Gárdonyi Géza A láthatatlan ember című művének főszereplője, amelyben Zéta egy művelt görög ifjút, Priszkosz rétor szolgálóját alakítja. Gárdonyi saját személyiségét és karakterét próbálta megeleveníteni Zétában, a kritikai elemzések és vélemények alapján sikerrel.

## Élete
|  | Alább a cselekmény részletei következnek! |

### Fiatalkora
Zéta ritkán mesél gyermekkoráról, de mikor néha belekezd a monológjába, hosszasan mesél. Annyi bizonyos, hogy a Földközi-tenger partvidékén, a Keletrómai Birodalomban nevelkedett. Édesanyja korán meghalt, így testvéreivel együtt őt is apja nevelte, aki, hogy javítson családja helyzetén, kénytelen volt eladni Zétát rabszolgának. Zéta Maksziminosz úrhoz kerül, és feladata az lesz, hogy a nagyúr gyermekeire (Zéta szerint"ördögfiakra") vigyázzon. Sajnos ez brutálisabbnak tűnik, mint ahogyan hangzik, mivel ezek az ifjak valósággal tönkretették Zéta gyermekkorát. A gyerekek ugyanis Zéta folyamatos bántalmazásában lelik örömüket, hiszen játékuk az volt, hogy nevettek Zéta szenvedésein. Egyszer annyira igazságtalanok voltak vele az úrfiak, hogy Zéta felkelt és a fának lökte a legnagyobb Maksziminosz fiút, aki rögtön a nevelőhöz rohant, és az egésznek újra szegény Zéta itta meg a levét. Odajött hozzá a nevelő és rá meresztette szemét, Zéta pedig próbált védekezni: "Uram, ezek a fiúk bántottak engem." - mire a válasz - "Nem vagy-e rabszolga?" - című üvöltés, és egy hatalmas verés volt. Zéta nem tehetett mást, csak (ha nem is némán) tűrt. 
Egyik ilyen esete után Zétát úgy megverik, hogy mozdulni sem tud, ekkor találkozik össze a "jóságos" Priszkosz rétorral, aki megveszi őt Maksziminosz úrtól, és megszabadítja őt a kegyetlen gyermekektől. Zéta később mindig szeretettel, beszél uráról, Priszkoszról. A rétor nyolc évvel Theophil (Zéta) örökbefogadása után megkéri őt, hogy vegyen elő egy levelet, amelyben a nyolc évvel ezelőtti eseményekről ír. A levél így hangzik:
„Reggel a császár hivatott magához,. Hosszasan tanácskoztunk a margusi békekötésen. A hunok királyára ugyan nem kötés, csak reánk, mireánk! Jaj ennek az országnak, ha az a barbár (Atilla) felénk fordítja a lova fejét. Délután Maksziminoszhoz mentem. Ott egy kis rabszolgát találtam. Embertelenül bántak vele. Magamhoz váltottam, a neve Teophil.”
Ezek után Priszkosz egy kisebb bőrzacskót vett elő, és azt mondta Zétának, hogy ezt neki tette félre, letelt a 8 rabszolgaéve, és mától szabad ember. Zéta ettől roppantul meghatódik, és továbbra is a rétor szolgálója (de már nem rabszolgája!) szeretne lenni. Priszkosz beleegyezik, és megegyezik Zétával hogy az ifjú elkíséri őt diplomáciai útjára Atillához, a hunok királyához.

### A hun táborban töltött évei, és szerelme
Nem sokkal később Zéta és a rétor a görög követekkel (Vigilász, Maksziminosz, Rusztikiosz) együtt útra kelnek, hogy tárgyalásokat folytassanak Atillával. Az odaúton Zéta is meg szeretne tanulni hunul, így megkéri urát, hogy hadd lovagoljon oda az előttük haladó a hun rabokhoz, akik talán meg tudják tanítani hunul. A rétor beleegyezik, és Zéta nyomban megismerkedik Deél-lel a hun fogollyal. Az ifjú ételt és italt add a fogolynak cserébe ő megtanítja őt hunul. Ő beszél neki először Emőkéről, aki nem más mint Csáth az egyik legnagyobb hun főúr lánya. Zéta azt gondolja, hogy Deél csak egy elhízott kövér kis úri lányra gondol. Kiderül, hogy Deél-t azért ítélték halálra, mert egy szerelmes "vesszőt" írt a hun leánynak, azonban ez Csáth kezébe került, aki viszont nyomban Deél fejét akarta venni. 
Zéta és a csapat néhány nap alatt megérkezett Atilla hun uralkodó hatalmas sátortáborába. Az ifjú itt látta először személyesen is Emőkét. Rögtön olthatatlan szerelemre lobbant iránta a szíve, de még nem tudja hogyan érhetné el a lányt. Később kapcsolatba kerül Rika királynővel és udvarhölgyeivel, akik különböző feladatokat, színészkedést, és rajzolást kérnek tőle. Zéta ezeket mind teljesíti de általában nem sikerül éreztetni Emőkével hogy szereti őt. Többször is próbálja érzelmeit jelezni Emőkének, de erre a lány általában rideg elutasítással válaszol. Dsidsa az egyik rabszolga aki szerelmes volt Zétába kidobott egy rózsát az ablakon s Zéta a virágot megtalálva Emőkére fogta, aki persze tagadta. Amikor a tárgyalásokat befejezik, Priszkosz és Zéta hazaindul, de az ifjú nem tudja elhagyni a szerelmét. Ahogy előre megy egyre jobban gyötri érzékeny szívét Emőkének már a gondolata is. Ezért elhatározza visszaszökik a táborba, és ezt egy Priszkosz nevében írt levéllel teszi meg, amelyben a rétor nevében oda adományozza magát Csáth úrnak, Emőke édesapjának. Csáth először nem érti a dolgot és később rá is jön a turpisságra Priszkosz rétor leveléből, amiben visszakéri Zétát (ezért verekedés közben még Zéta kezét is eltöri) és éktelen haragra gerjed, ám nem sokkal később lecsillapodik, és igazi hunt nevel Zétából. Bár hivatalosan szolga Csáthéknál, a ház lakói egy kicsit mindig is a szolga fölé helyezik Zétát.  
A hunok táborában később katonai kiképzéseken is részt vesz, és járatos lesz fegyverforgatásban, és lovaglásban is. Lovaglótudománya eddig is volt, de itt a hunoknál "akik még aludni is a nyeregben alszanak" lényegesen bővíti ismereteit. Atilla amikor fegyverbe szólítja híveit, Zéta is követi Csáth urat, abban reménykedve, hogy a harcmezőn bizonyítva felszabadítják sőt rangot szerezhet magának, s szabadon házasodhat.

### Részvétele acatalaunumi csatában
Zéta részt vesz a catalaunumi csatában is. Elhatározza, hogy szorosan ura mellett marad, hogy az láthassa vitézségét. Azonban a legfontosabb cél számára mégiscsak az, hogy életben maradjon. Zéta derekasan helytáll, de ura hamar szem elől téveszti a csata forgatagában, így hősiességének bizonyítéka nincs. A holtak és hörgők között ébred, kínzó lelki gyötrelmekkel és testi fájdalommal. Nagy kínjai közepette azt sem tudja, hogy az éjszakába is belenyúló ütközetnek ki a győztese: a hunok vagy a rómaiak. A csatatér megtelik a haldoklók borzalmas nyögésével. Emberi roncsok kószálnak szerteszét a téren. Zéta mindenkit a maga nyelvén szólít meg, de senki sem segít rajta, mert pestises lett.

### A csata után
Csodás módon menekül meg: a közeli folyó kiönt medréből, és egészen egy faluig sodorja, ahol catalaun papok találnak rá, akik a közeli templomba viszik és meggyógyítják. Huzamosabb ideig szolgál a papok társaként, és szomorúan látja, hogy a pestis környezetében szinte minden emberrel végez, a falunak ahol egy ideig él, szinte nem is marad lakója, mert mindenkit elvitt a "csoma" (pestis). Visszaérvén Attila udvarába megtudja, hogy ura Attilával együtt életben van, Róma falai alatt. Később Csáth Attilának ajándékozza Zétát, mert az uralkodó írástudói között is pusztít a pestis. Királyi szolgálatai rövid életű, mert Atilla rövidesen meghal. 

### További sorsa Atilla halála után
Atilla temetésére Zétát is kijelölték, és egy gyászruhát adtak rá, amely teljes mértékben titokban tartja viselője személyét. Zéta éppen indulna Atilla temetésére mikor Emőke megparancsolja, hogy adja át neki a ruháját. Zéta a lány iránt érzett szerelme miatt engedelmeskedik. A lány hálából megcsókolja, majd csatlakozik a gyászruhás szolgákhoz. 
Zéta a temetés után tudja csak meg mi történt ott, mikor Álmod bárd ezt énekli: "Tetemeit tettük hármas koporsóba, Így vittük föld alá, föld alá, víz alá. Íjak húrja pendül, nyílvesszők suhognak, Hű szolgáid ottan körüléd borulnak." Zétának még a szívverése is eláll mikor megtudja hogy szerelmét, Emőt is lenyilazták. 
Atilla váratlan halála után a Hun Birodalom összeomlott. A belső viszályok elől Zéta és Dsidsia (egy római anyától származó rabszolgalány, aki ugyanott szolgált ahol Zéta) elmenekülnek. A hazaútban az a 100 arany segíti őket, melyet Zéta még Priszkosztól kapott felszabadulásának napján, és amelyet a rétortól való elválása után annak a fűzfának a tövében ásott el, ahol először érinthette Emőke fátylát. A könyvben visszatérő motívum a hun határőrök szigora (és adott esetben kegyetlenkedése) a szökött rabszolgákkal. Érdekes, de az író által nem tisztázott kérdés, hogy Zéta és Dsidsia hogyan tudott átjutni a hun határon. Dsidsiával a Keletrómai Birodalomban telepednek le. Későbbi életéről nincs szó, csupán annyi hogy Priszkosznak barátja Ő és pár évvel később megírja élettörténetét.
|  | Itt a vége a cselekmény részletezésének! |

## Lásd még
- Gárdonyi Géza: A láthatatlan ember című regénye